# Два с половиной доллара с бюстом Свободы в колпаке
2,5 доллара США с изображением Свободы в колпаке — золотая монета США номиналом в 2,5 доллара, которая чеканилась в 1808 и, с перерывами, с 1821 по 1834 годы. На аверсе монеты изображён бюст женщины, символизирующей Свободу, во фригийском колпаке, а на реверсе белоголовый орлан — геральдический символ США. Имеет несколько разновидностей.

## История
Во время президентства Томаса Джефферсона была произведена замена монет старого типа. Гравёром новой серии монет был выбран немецкий иммигрант Джон Райх. Разработанный им дизайн монеты оказался весьма удачным. Слегка изменённое изображение орлана на реверсе монеты использовалось при чеканке вплоть до 1907 года. Моделью для изображения Свободы на аверсе стала любовница гравёра.
Первые 2 700 монет нового типа были отчеканены в 1808 году. Однако по экономическим причинам с 1809 по 1820 годы монета не выпускалась. Возникшее во время наполеоновских войн повышение стоимости золота относительно серебра с 1⁄15 до 1⁄16 привело к несоответствию номинальной стоимости монеты и содержания в ней золота. В результате чеканка монет номиналом в 2,5 доллара была прекращена. С 1821 по 1834 годы с перерывами стали выпускаться монеты, в которые внесли определённые изменения другие гравёры — Роберт Скот и Уильям Книсс. В 1834 году был принят монетный акт, согласно которому содержание золота в монетах было уменьшено. Со следующего года стала выпускаться монета следующего типа, содержащая не 4,37 г, а 4,18 г золота..
Все монеты данного типа чеканились на монетном дворе Филадельфии.

## Изображение

### Аверс
На аверсе монеты изображён бюст женщины во фригийском колпаке — символе свободы и революции. На основании колпака располагается надпись «LIBERTY». Под бюстом находится год, а вокруг него полукругом 13 звёзд. На монете 1808 года изображение Свободы и звёзд вокруг неё больше, звёзды идут не полукругом, а расположены по бокам от Свободы — 7 слева, 6 справа.

### Реверс
На реверсе монеты находится белоголовый орлан с расправленными крыльями — символ США, — держащий в когтях стрелы и оливковую ветвь. По верхнему краю полукругом расположена надпись «UNITED STATES OF AMERICA». Под этой надписью присутствует девиз «E PLURIBUS UNUM».
Под изображением орлана располагалось обозначение номинала — «2 1⁄2 D.»

## Тираж
| Год  | Отчеканено в Филадельфии |
| ---- | ------------------------ |
| 1808 | 2 710                    |
| 1821 | 6 448 (около 5)          |
| 1824 | 2 600 (около 5)          |
| 1825 | 4 434 (около 5)          |
| 1826 | 760 (около 5)            |
| 1827 | 2 800 (около 5)          |
| 1829 | 3 403 (около 5)          |
| 1830 | 4 540 (около 5)          |
| 1831 | 4 520 (около 10)         |
| 1832 | 4 400 (около 10)         |
| 1833 | 4 160 (около 10)         |
| 1834 | 4 000 (около 15)         |

(в скобках обозначено количество монет качества пруф)
Суммарный тираж монеты составляет около 44 тысяч 775 экземпляров.